# Sant Romà de Delfià
Sant Romà de Delfià és una església situada al nucli de Delfià (Alt Empordà), al terme municipal de Rabós (Alt Empordà). Està situada al sud del nucli urbà de la població de Rabós, al veïnat de Delfià, format per algunes masies i la mateixa església. Se celebra un ofici religiós cada dia 9 d'agost, coincidint amb el sant del patró. L'edifici forma part de l'Inventari del Patrimoni Arquitectònic de Catalunya.

## Descripció
És un temple de petites dimensions d'una sola nau amb absis semicircular capçat a llevant. La nau està coberta per una volta rebaixada de maó pla, de construcció tardana, mentre que l'absis presenta una volta de quart d'esfera. Aquest últim està obert a la nau mitjançant un doble arc de mig punt en gradació, amb les impostes motllurades. L'antic espai del presbiteri està convertit en la sagristia actual. Els murs laterals de la nau presenten bancs d'obra correguts. La porta d'accés està ubicada al mur de migdia. Està formada per dos arcs de mig punt adovellats en gradació, sense cap element decoratiu interessant. Damunt seu hi ha una finestra d'arc de punt rodó i doble esbiaix. La façana està rematada per una cornisa motllurada. El frontis presenta una única finestra de grans dimensions, de doble biaix i arcs de mig punt adovellats. A la part superior s'aixeca el campanar d'espadanya, format per dos arcs de mig punt rematats per una teulada a dues aigües. La construcció està bastida amb pedres desbastades i carreus, disposats en filades regulars i lligats amb morter de calç. L'interior està totalment cobert de calç.

## Història
Aquesta església romànica s'ha de considerar una construcció del segle xi, segurament de la segona meitat. Encara que el primer esment del lloc de Delfià ja és documentat en l'acta de consagració de Sant Quirce de Colera l'any 935, no es troba una referència directa de l'església de Delfià fins a les Rationes decimarun dels anys 1279 i 1280, i que figura posteriorment com a parroquial en els nomenclàtors de la diòcesi del segle xiv. Queda entredit un document que hom considera fals d'una suposada sentència de Carles el Calb, datada l'any 844, a favor del monestir de Sant Quirce de Colera i en contra del comte Alaric d'Empúries i que suposadament fou escrit vers el segle xii o XIII en un intent dels monjos de Sant Quirce d'atribuir-se el control d'una bona part del territori de Peralada, atribuint-se les esglésies que en ell hi figuraven. Posteriorment en convertí en sufragània de l'Església de Santa Eulàlia de Noves, encara que vers el 1691 ja no consta en el llistat de parròquies.